# کاتالین میتولسکو
کاتالین میتولسکو (رومانیایی: Cătălin Mitulescu؛ ‏ تلفظ رومانیایی: [kətəˈlin mituˈlesku]؛ زادهٔ ۱۳ ژانویهٔ ۱۹۷۲) کارگردان فیلم و فیلم‌نامه‌نویس اهل رومانی است.
از فیلم‌های او می‌توان به ترافیک، بوکس، چگونه قیامت را گذراندم، بخواهم سوت بزنم، سوت می‌زنم و پسر عاشق اشاره کرد.